# Wilbert McIvor
Pour les articles homonymes, voir McIvor.
Wilbert McIvor (11 janvier 1915-22 mars 1987) est un fermier et un homme politique provincial canadien de la Saskatchewan. Il représente la circonscription d'Arm River à titre de député du Parti libéral de la Saskatchewan de 1967 à 1971.

## Biographie
Né dans une ferme familiale à Craik en Saskatchewan, McIvor s'installe comme fermier à Girvin (en) où il sert comme conseiller municipal de la municipalité rurale d'Arm River No. 252 (en) de 1956 à 1968. Entre-temps, il sert également comme vice-président de la Saskatchewan Standard Bred Association.
Élu face au chef progressiste-conservateur et député sortant Martin Pederson en 1967, il est défait en tentant de se faire réélire en 1971.
McIvor décède sur sa ferme à l'âge de 72 ans.